# Chalatenango
Chalatenango è il capoluogo del dipartimento di Chalatenango, in El Salvador.